# Schloss Oppurg

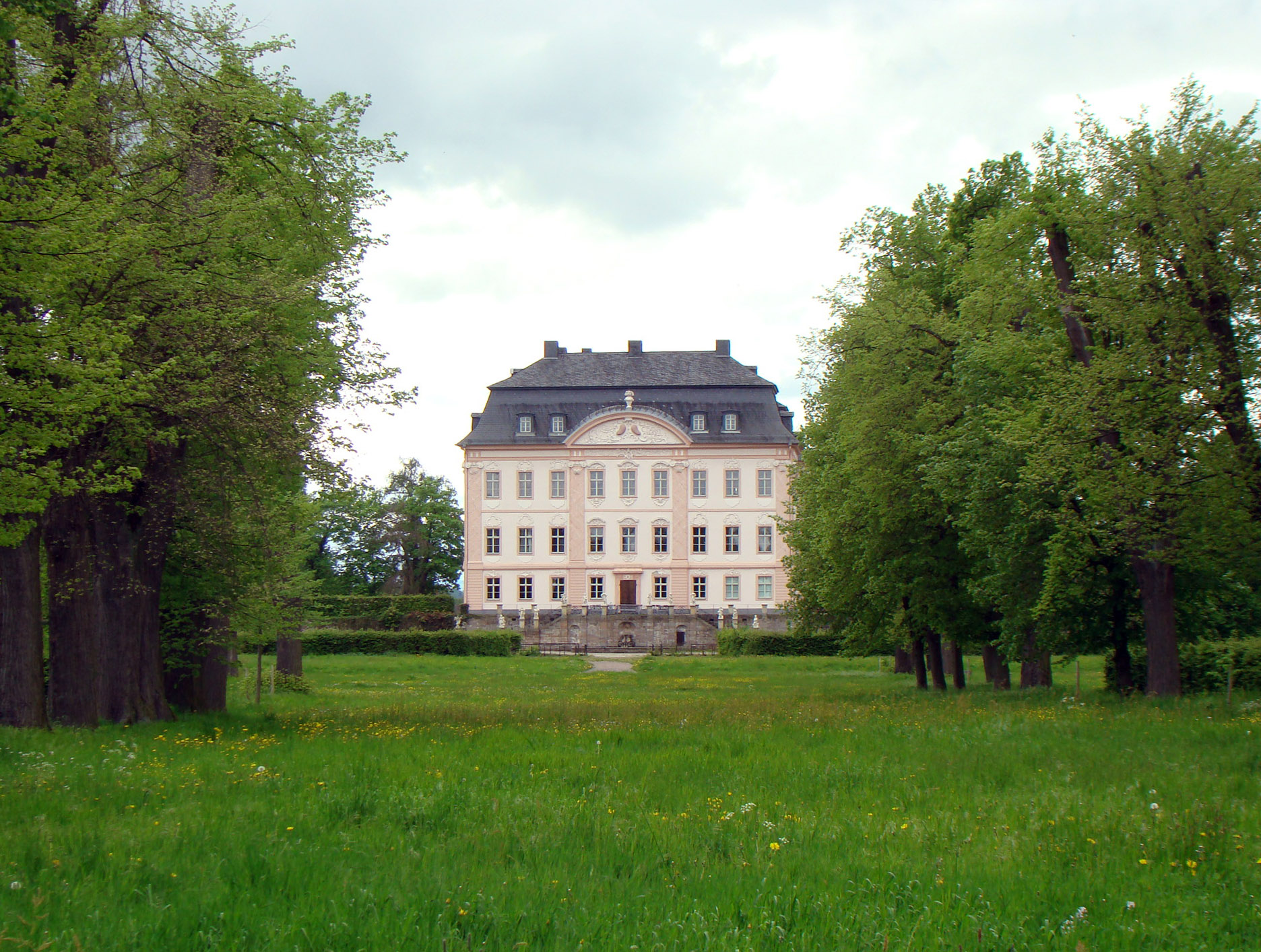
Schloss Oppurg

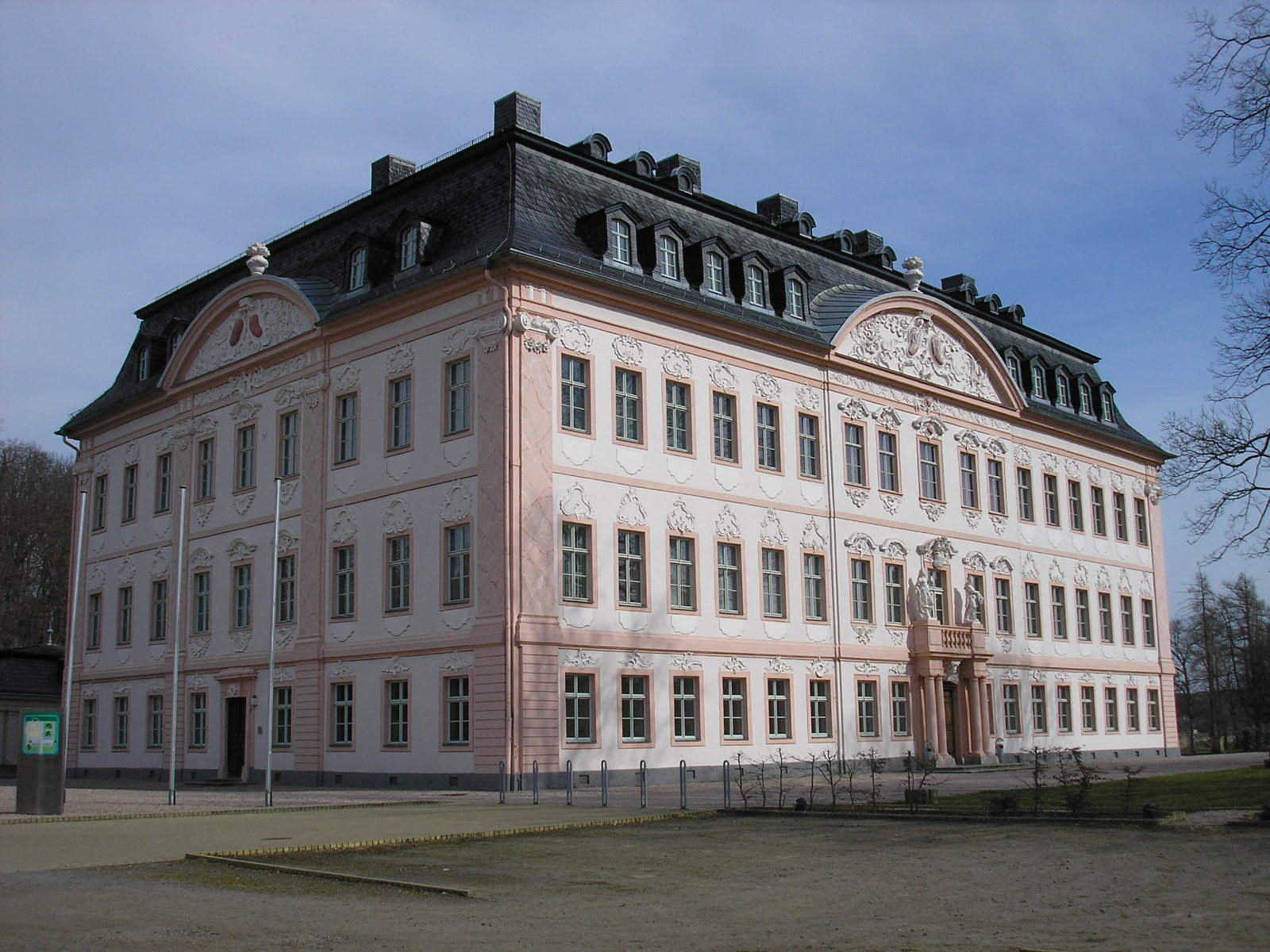
Südwestansicht

Das Schloss Oppurg (auch als Schloss Niederoppurg oder Schloss Unter-Oppurg bezeichnet) ist ein barockes Schloss in Oppurg bei Pößneck (Saale-Orla-Kreis) im Osten Thüringens.

## Geschichte
Im Hochmittelalter entstand an der Stelle des heutigen Schlosses eine Festung, die 1705 abgerissen wurde. 1354 wurde die Wasserburg an der Orla erstmals erwähnt. Errichtet wurde sie 1074 durch Markgraf Wiprecht von Groitzsch und später durch den Herren von Brandenstein aus Ranis zur Befestigungsanlage ausgebaut. Sie bezeichneten die Burg als Friedrichstein. Reste dieser alten Burg sind noch heute auf dem Schlossgelände in Form des mit Wein bewachsenen Turmes zu sehen. Zwischen dem 16. und dem 19. Jahrhundert ist ein stattlicher Vierseithof mit Herrenhaus, Torhaus und vier Scheunen entstanden. Das massive zweigeschossige Herrenhaus an der Südecke wurde um 1680 erbaut. Um 1755 wurde das Gut grundlegend umgestaltet und der Vierseithof geschlossen.
1703 gelangte Oppurg nach mehrmaligem Besitzerwechsel in den Besitz der Witwe von Hans Haubold von Einsiedel, Anna Sophia von Rumohr, deren Vater C. von Rumohr das Schloss Oppurg nach dem Abriss der Burg von 1705 bis 1708 für sie errichten ließ. Der Barockbau soll einst mit 365 Fenstern, 52 Innentüren, 12 Schornsteinen und 4 Portalen ausgestattet gewesen sein. Der Grundriss des Schlosses weist die Form eines E auf, ein Hinweis auf Amalia Sophie von Einsiedel.
1745 erwarb Graf Julius Gebhard von Hoym das Schloss. Anschließend ließ er es umgestalten, wobei die heutigen Stuckfassaden entstanden; hergestellt wurden sie von Christian Wilhelm Müller. Auch der Garten erhielt eine Umwallung. Julius Gebhard von Hoym war der Neffe des Grafen Adolf Magnus von Hoym, des Kammerpräsidenten des sächsischen Kurfürsten August des Starken und Ehemanns der Anna Constantia von Brockdorff, bevor diese als Gräfin Cosel zur bekanntesten Mätresse des Königs wurde. 1752 konnte Hoym auch die zu Oppurg gehörenden fünf landwirtschaftlichen Güter kaufen. Nach dem Tod des Grafen Hoym gelangte das Gut über seine Tochter, die den Fürsten von Hohenlohe-Ingelfingen ehelichte, bis 1945 in fürstlich Hohenlohe’schen Besitz. Es wurde bis 1945 als Sommerresidenz und Jagdschloss genutzt.
Nach 1945 wurde das Schloss zu verschiedenen Zwecken genutzt. Kurzzeitig hielten sich die amerikanischen Streitkräfte im Gebäude auf, übergaben es der sowjetischen Armee, der es als Lazarett diente. Später wurde es Lehrlingswohnheim, Polytechnische Oberschule, Ort für einen Kindergarten und ein Café. 1984 war es Festspielort der Kulturfesttage der Werktätigen der sozialistischen Landwirtschaft während der 20. Arbeiterfestspiele der DDR.
Von 1991 bis 1993 und von 1996 bis 1998 wurde es komplett vom Land Thüringen saniert und seitdem bis zum 31. Dezember 2017 vom Christlichen Jugenddorfwerk Deutschlands (CJD) als Europäisches Bildungszentrum, Tagungshaus und Jugendbildungsstätte für Veranstaltungen genutzt. Das CJD musste den Betrieb wegen Unwirtschaftlichkeit einstellen und löste den auf 66 Jahre geschlossenen Pachtvertrag mit dem Freistaat auf.
Ende 2021 hat ein Immobilienunternehmer aus Hessen das Schloss erworben und es seitdem schrittweise zu einem Hotel mit Restaurantbetrieb und Veranstaltungsmöglichkeiten aus- und umgebaut. Im August 2022 eröffnete ein Café im Schloss und im Außenbereich. Die Gastronomie startete im Mai  (Mittagstisch und Café) bzw. Oktober (Abendessen) 2024, der Hotelbetrieb im November des gleichen Jahres. Zwischenzeitlich waren im Zuge des Russischen Angriffskriegs auf die Ukraine bis zu 140 Flüchtlinge in den Räumen des Hotels untergebracht. So verzögerte sich die Eröffnung. Seit 2022 findet im Außenbereich des Schlosses ein Weihnachtsmarkt mit Eislaufbahn und anderen Aktivitäten statt.

## Anlage
Das Schloss besteht aus drei Flügeln: dem südlichen Hauptflügel sowie dem östlichen und dem westlichen Nebenflügel. Auf dem Schlossgelände bestehen darüber hinaus eine Kutschremise, ein Turm der ehemaligen Burg, ein das Schloss umgebender Wassergraben sowie östlich des Hauses ein Schlossgarten im Stil eines englischen Landschaftsparks.

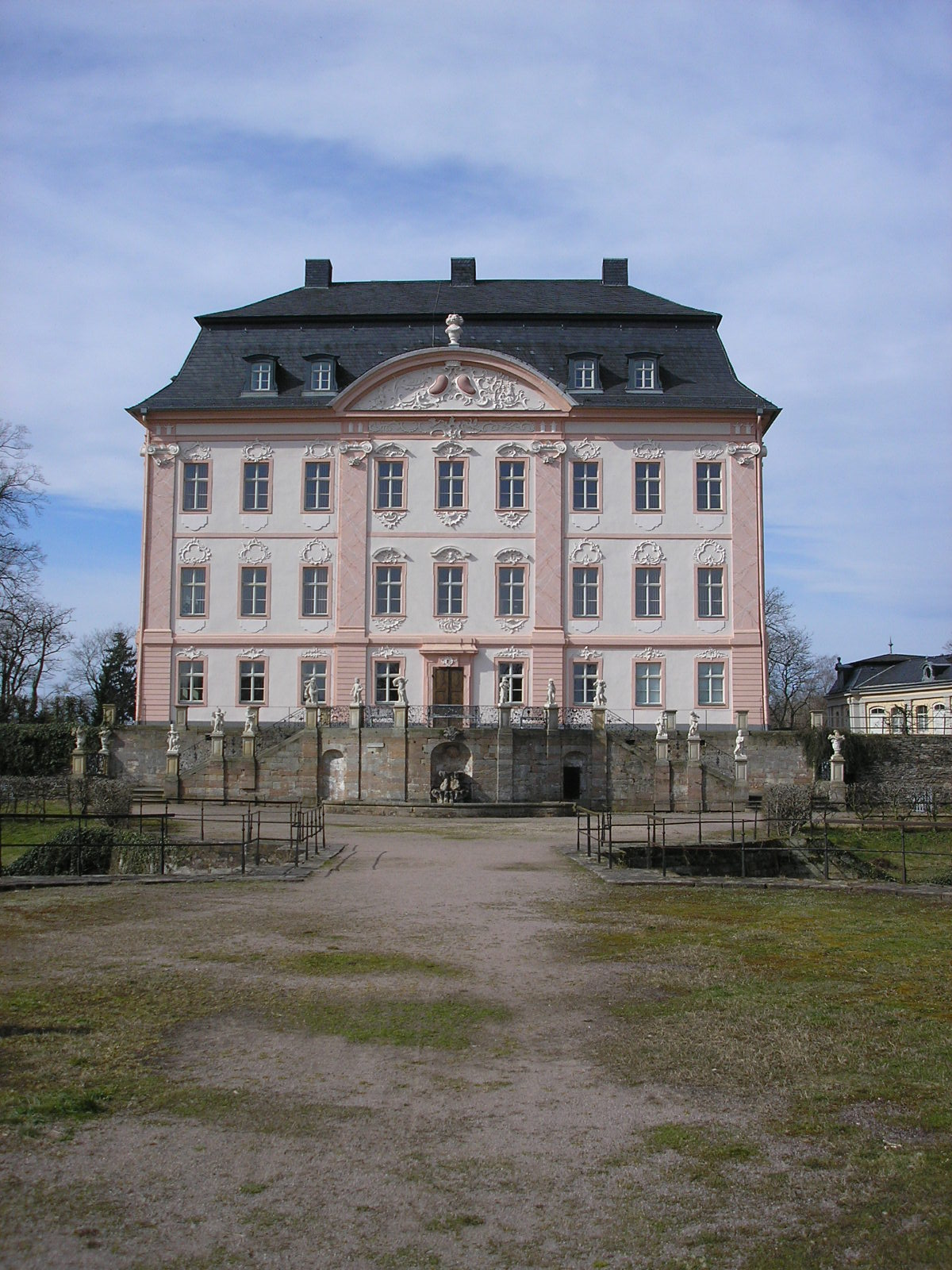
Ostseite
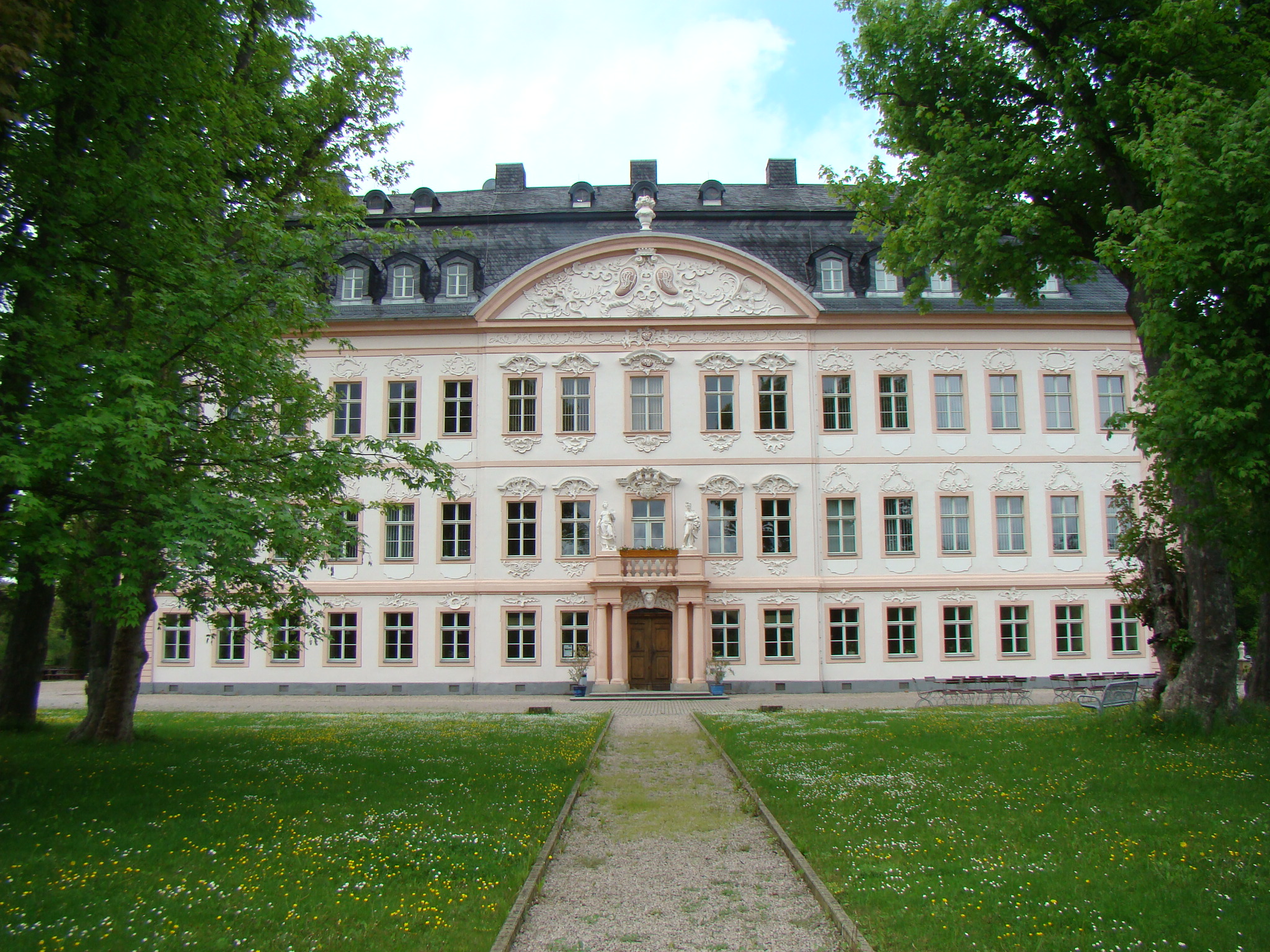
Portal und Südfassade
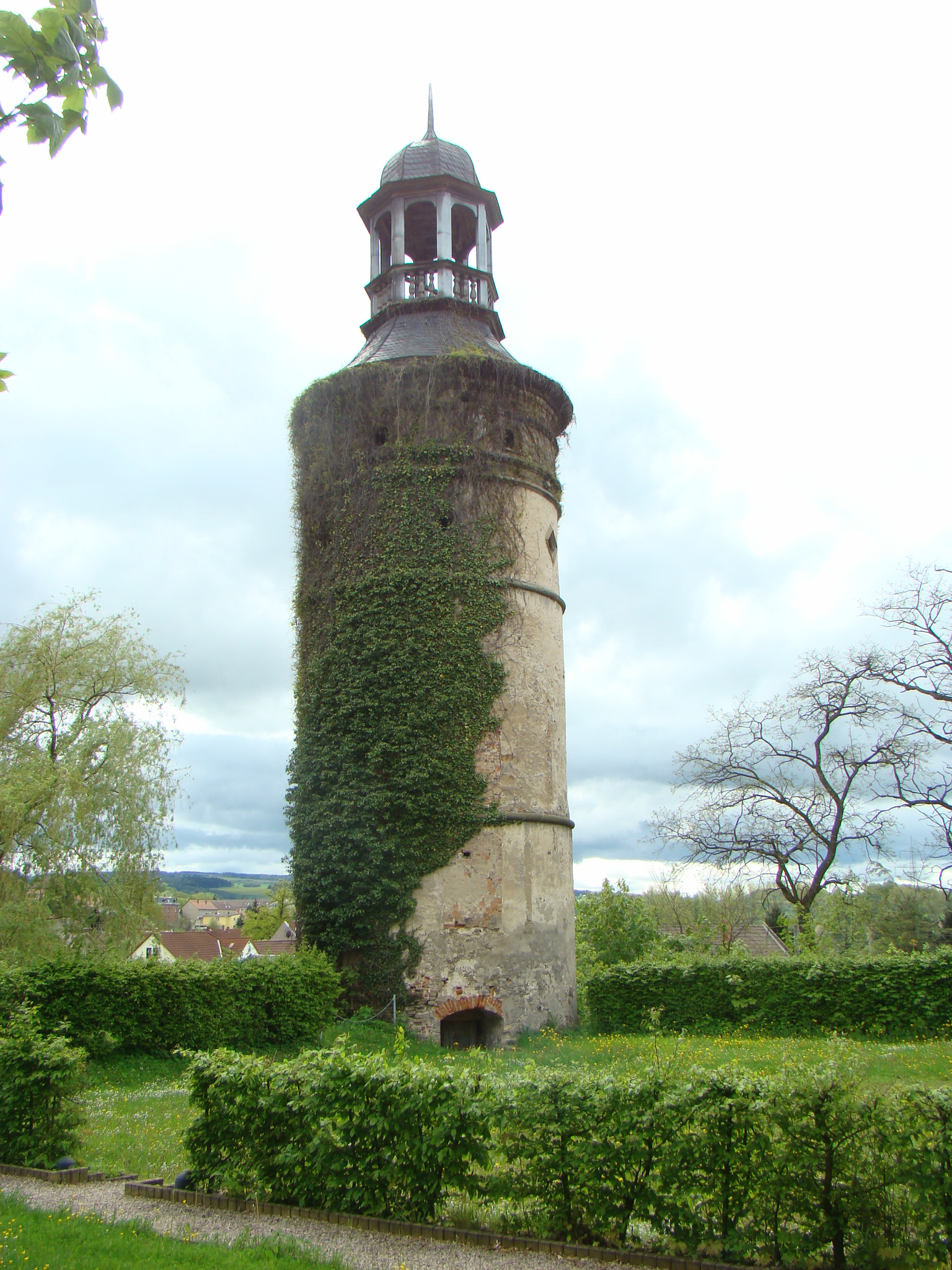
Turm der ehemaligen Burg Friedrichstein
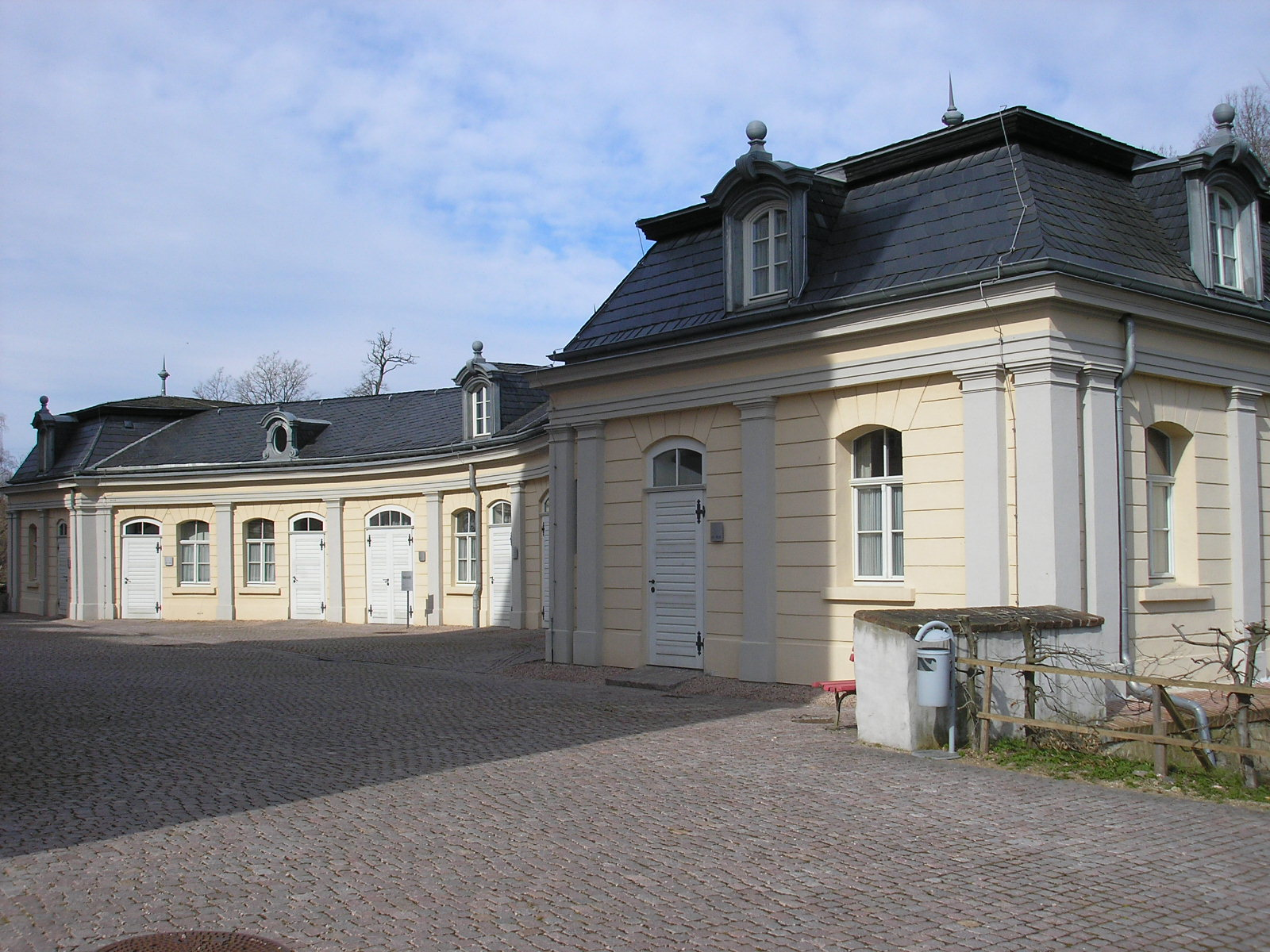
Remise
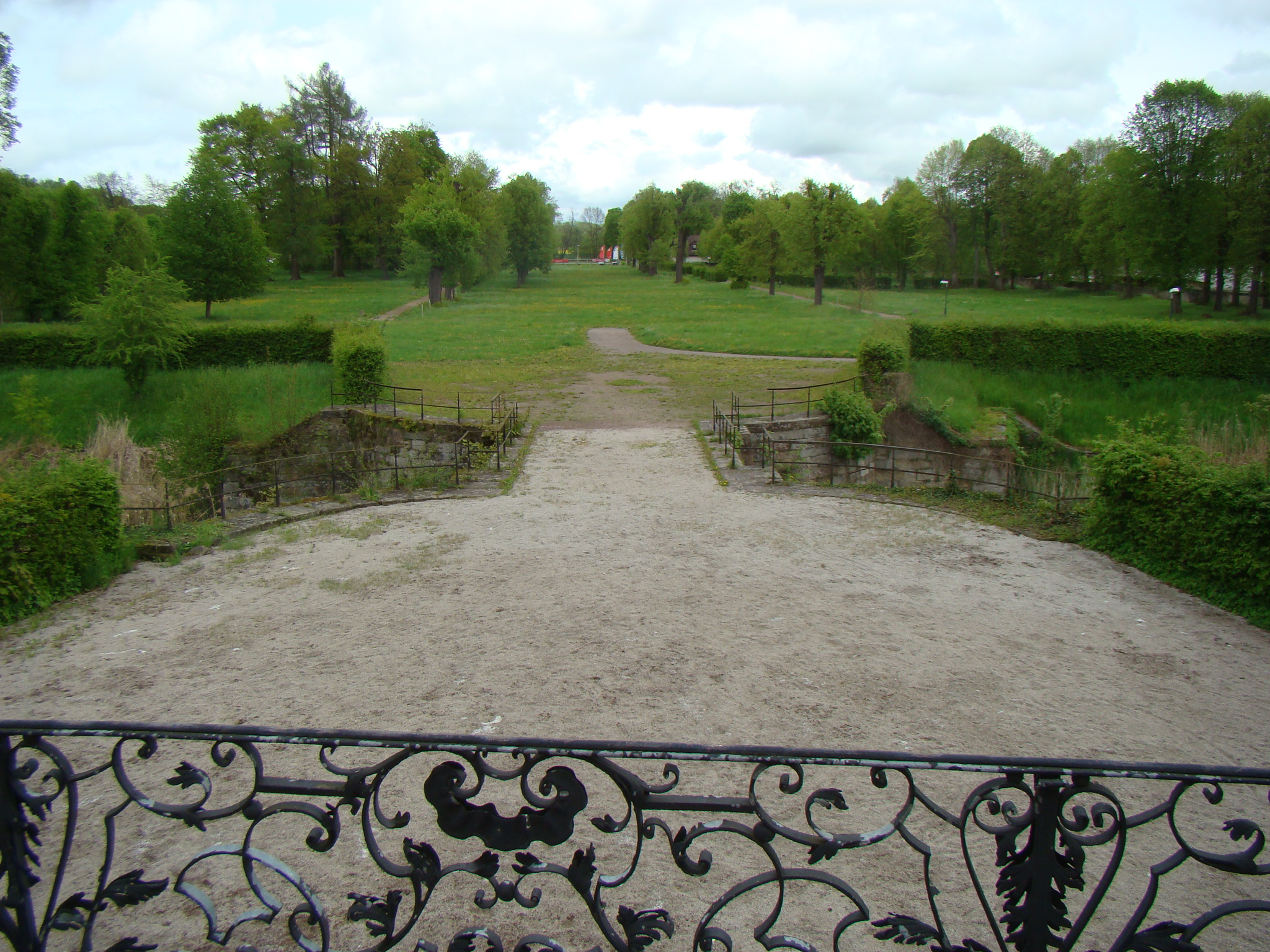
Schlosspark